# Mosteiro de Santa Maria de Montederramo

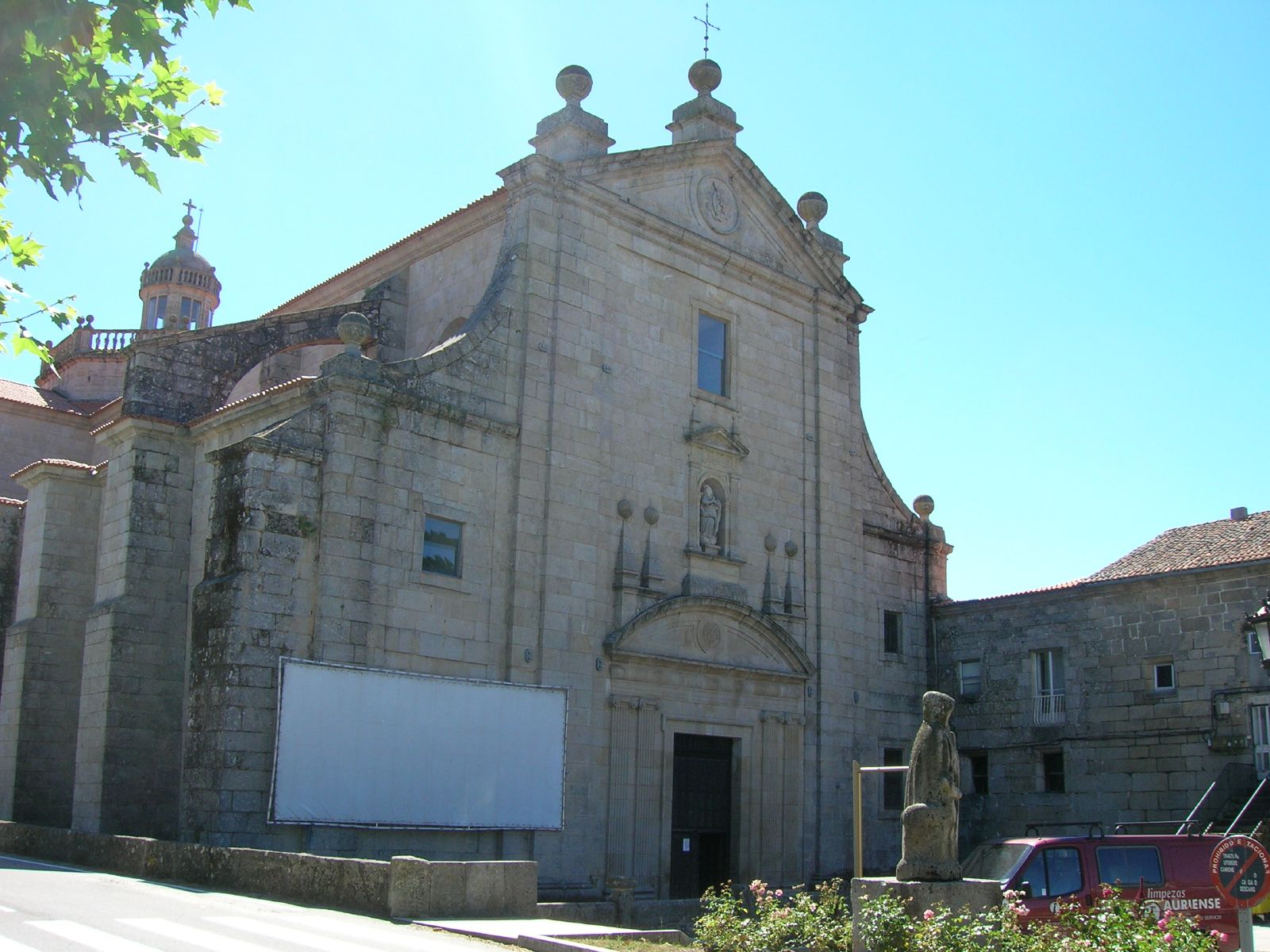
Fachada renascentista da igreja

O Mosteiro de Santa Maria de Montederramo é um mosteiro medieval possivelmente fundado no século X e que chegou a se tornar um dos mosteiros de maior poder econômico e social durante muitos anos na Galiza. Atualmente, o seu templo é um dos melhores exemplos do estilo Herreriano.

## Situação
Localiza-se na paróquia de Santa Maria de Montederramo, no concelho do mesmo nome, na Ribeira Sacra, Galiza. Fica a 46 km a leste da capital da província de Ourense, no extremo de um altiplano de 920 metros de altitude média junto ao rio Mao.

## História

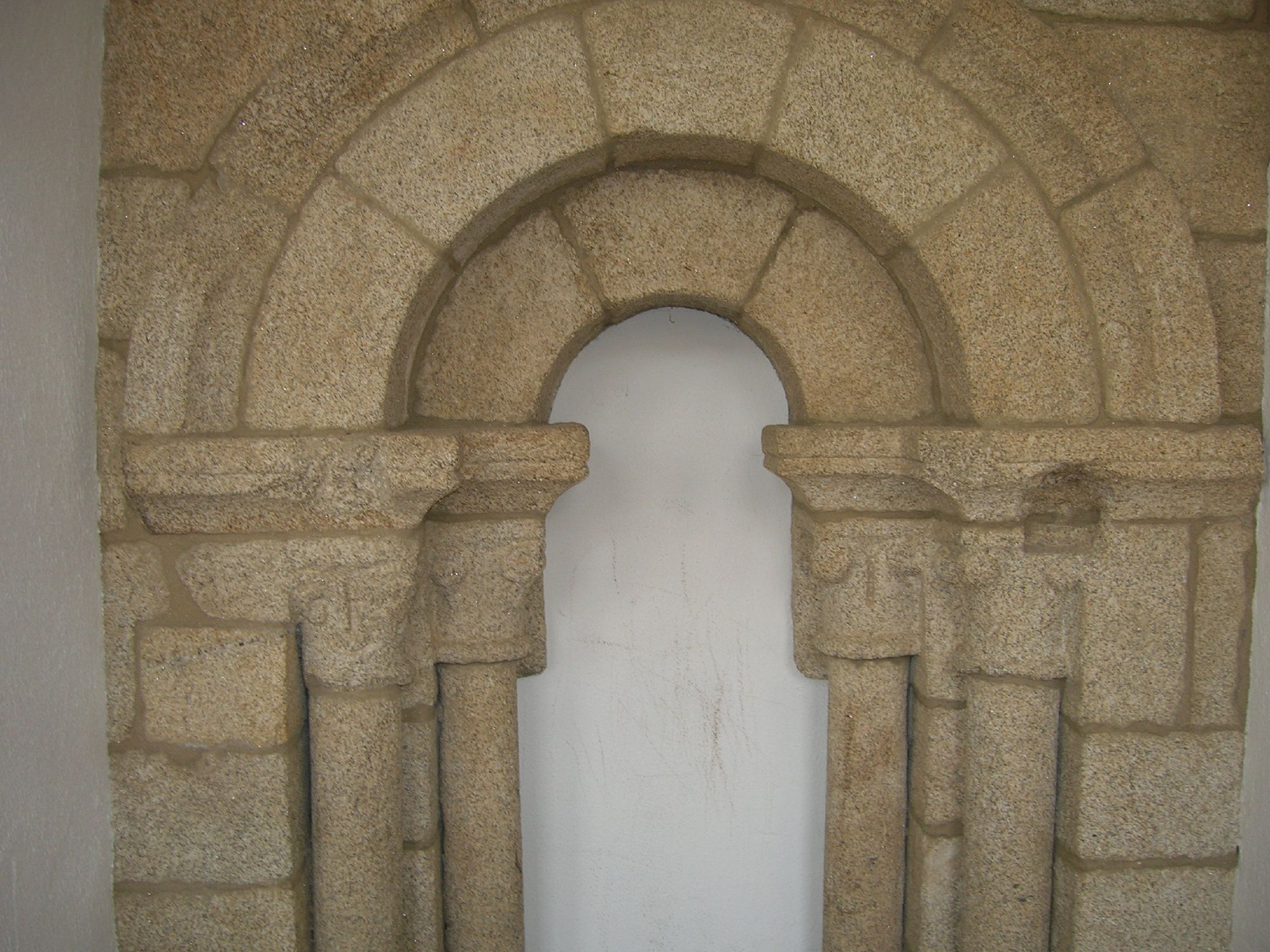
Janela românica situada no muro sul da igreja, na galeria superior do claustro, remanescente da primitiva igreja românica.

Possivelmente foi fundado no século X num lugar diferente ao que ocupa em nossos dias, no lugar de Seoane Vello, apesar de não existirem provas documentais deste fato. Por outro lado, existem notícias do seu funcionamento em meados do século XII, em que é nomeado Mosteiro de São João de Seoane Velho, ou simplesmente São João Velho, e como pertencente à ordem beneditina.
Conforme consta num documento assinado em Allariz, de 27 de agosto de 1124, foi refundado por Teresa de Leão. Neste documento registra-se pela primeira vez a denominação Rivoira Sacrata para a atual Ribeira Sacra.
A conservação do arquivo do mosteiro no Arquivo Histórico Nacional proporciona abundante documentação sobre as atividades do mosteiro.
A primeira referência histórica acreditada válida remonta a 1142, quando o rei Afonso VII pediu ao seu parente São Bernardo que lhe enviasse monges para implantar a reforma de Cister nos mosteiros de Meira, Sobrado, Melón e Montederramo. A data que se dá para a ligação efetiva à Ordem do Cister é 1153.
Deste jeito procederam à construção de um novo mosteiro que já denominariam como de Santa Maria de Montederramo, seguindo a residir no antigo cenóbio até por volta de 1163, ano em que acabaram as obras à comunidade. 

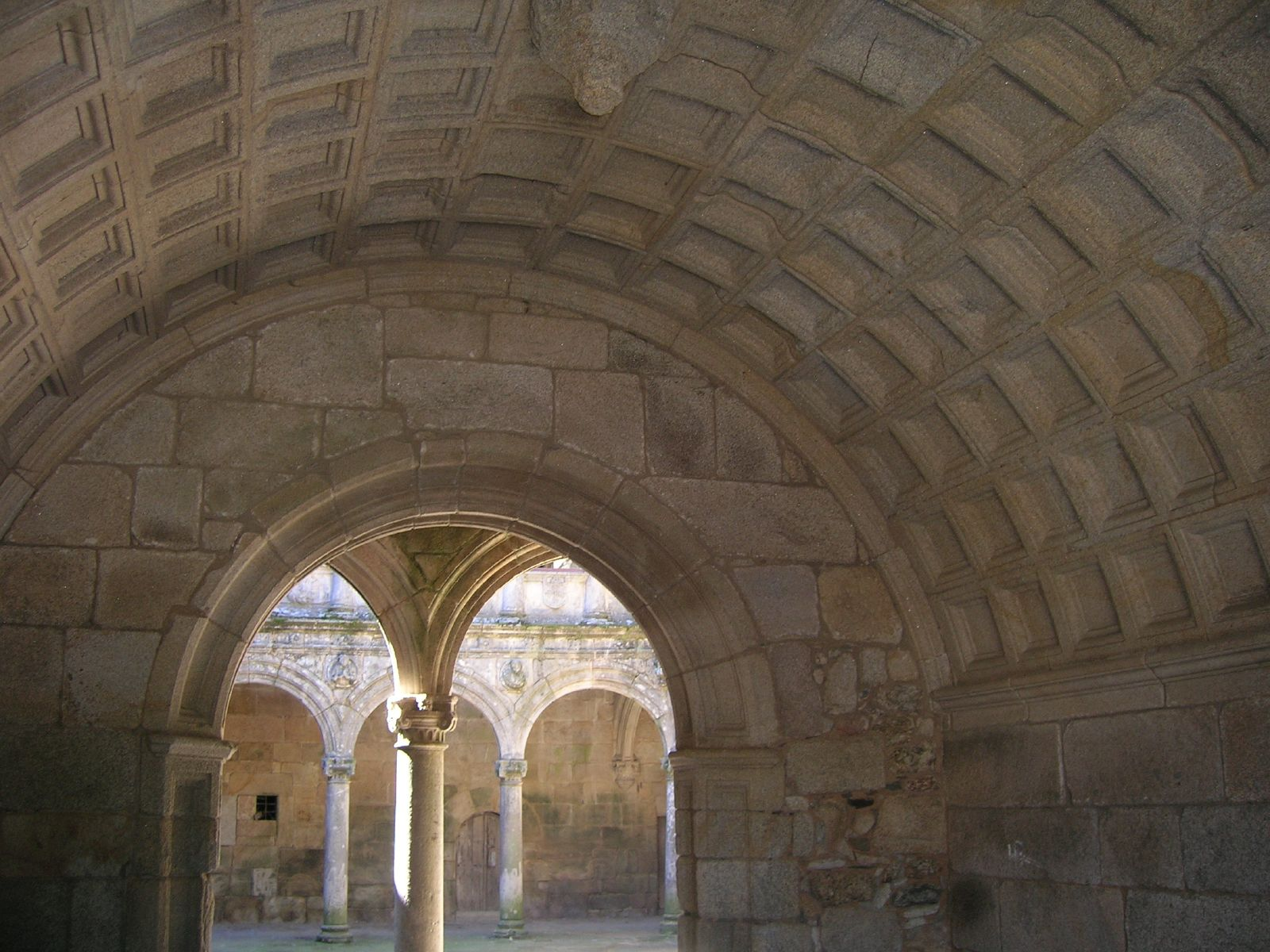
Passagem abobadada com caixetões que comunica a entrada do mosteiro com o Claustro da Portaria

Durante este século XII têm-se documentadas numerosas doações reais. Assim, no Arquivo Histórico Nacional encontra-se um dos primeiros documentos do rei Fernando II, uma doação ao mosteiro datada a 13 de outubro de 1157. A esta doação seguiriam outras do mesmo rei a 16 de julho de 1168 e a 2 de abril de 1170. Neste mesmo ano de 1170 a comunidade encarrega-se da, até então, malograda fundação do mosteiro de Xunqueira de Espadanedo, tornando-se numa filial de Montederramo, bem como se encarregou dos mosteiros de Santo Adrião e São Cibrão.
Em 1163 o abade D. Sancho recebeu uma bula do Papa Alexandre III na qual acolhe o mosteiro sob a sua proteção e amparo.
A partir de então as pugnas com o bispo de Ourense vão ser frequentes e o intermediário eleito pelos diferentes papas, Urbano III (c. 1186) ou Inocêncio III (1198 e 1200).
Desde princípios do século XIII conservam-se foros e escrituras de compras e vendas do mosteiro, sendo os dois primeiros de 1206 e 1207.
Em 1192 D. Gonzalo é o abade do mosteiro que dirigiu a comunidade por mais de 28 anos. Em 1225 D. Guilherme é o novo abade. Em 1227 e 1228 Afonso IX confirma as supostas doações feitas por Afonso VII de Leão e Castela, documentos que -como já se comentou- autores como Souza Soares ou Sánchez Belda consideram falsificações feitas em finais do século XII. Estas doações voltarão a ser confirmadas por Fernando III em 1232. Em 1241 o rei Fernando III cedeu ao mosteiro a isenção "das coisas que transportassem para o seu sustento...", confirmada em 1252 pelo seu filho Afonso X, o qual também confirmou os anteriores documentos em 1255 e fez novas concessões em favor do mosteiro nos anos 1274 e 1277. Outra doação documentada é a que realizou Berengária Afonso, filha ilegítima do infante Afonso de Molina e concubina do rei Jaime I de Aragão  que foi confirmada depois da sua morte pelo seu escudeiro em 1273.

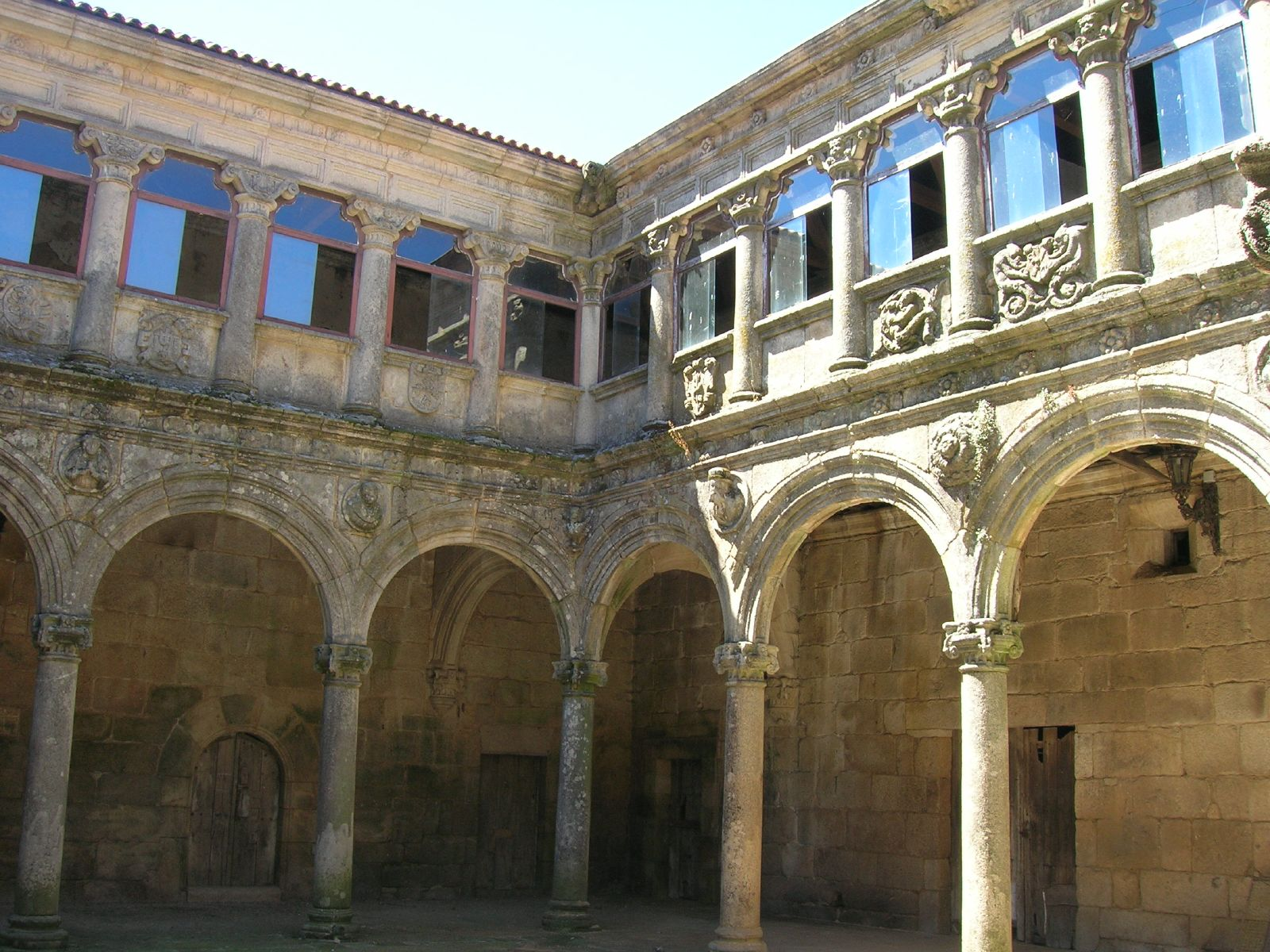
Claustro da portaria

O rei português Dinis também ditou ordem em favor do mosteiro em 1284, em relação à devolução de colheitas em Portugal levadas pela força e pertencentes ao mosteiro, dado significativo já que é amostra das posses que tinha no reino vizinho. Nos anos de 1286, 1287, 1291 e 1294 o rei Sancho IV voltou a confirmar todos os privilégios dados ao mosteiro pelos seus ascendentes e concedeu outros novos. De novo o rei Fernando IV nos anos 1302 e 1309 confirmou as cartas anteriores, bem como em 1309 concedeu ao abade de Montederramo o privilégio de nomear juiz e meirinho para governar os moradores do seu couto.
Desde 1242 o abade foi Fernando Velasco; em 1255 figura como abade D. Joan Páez; com posterioridade documenta-se em 1267 o abade D. Gil Pérez, e D. Joan Yanez a partir de 1286. Desde 1296 figura como abade D. Joán Martínez, aparecendo em documentos pela última vez em 1321, sucedendo-lhe no cargo D. Gonzalo Pérez.
Em 1330 e 1331, Afonso XI confirmou os privilégios reais anteriores. No mesmo ano de 1330 Pedro Fernandes de Castro, Adiantado-Mor de Galiza, Pertigueiro de Santiago e Mordomo do Rei, pai de Inês de Castro e do Adiantado Fernán Ruiz de Castro, doou terras no seu testamento ao mosteiro.
Em 1335 uma carta do rei Afonso IV serve de testemunho das posses do mosteiro nessas terras.
Por volta de 1349 documenta-se um novo abade, frei Joan, e ocorre então uma mudança no sistema levado até ao momento pela comunidade, na qual primavam as aquisições de propriedades frente ao que agora se faria mais comum, o aforamento das terras, chegando a ser a política exclusiva a partir de 1393.
Pedro I O Cruel confirmou os privilégios de Sancho IV e em 1371 também Henrique II confirmou privilégios anteriores. Em documentos de 1375 aparece como novo abade D. Pedro. As confirmações reais continuaram com João I (em 1381) e Henrique III em 1393.

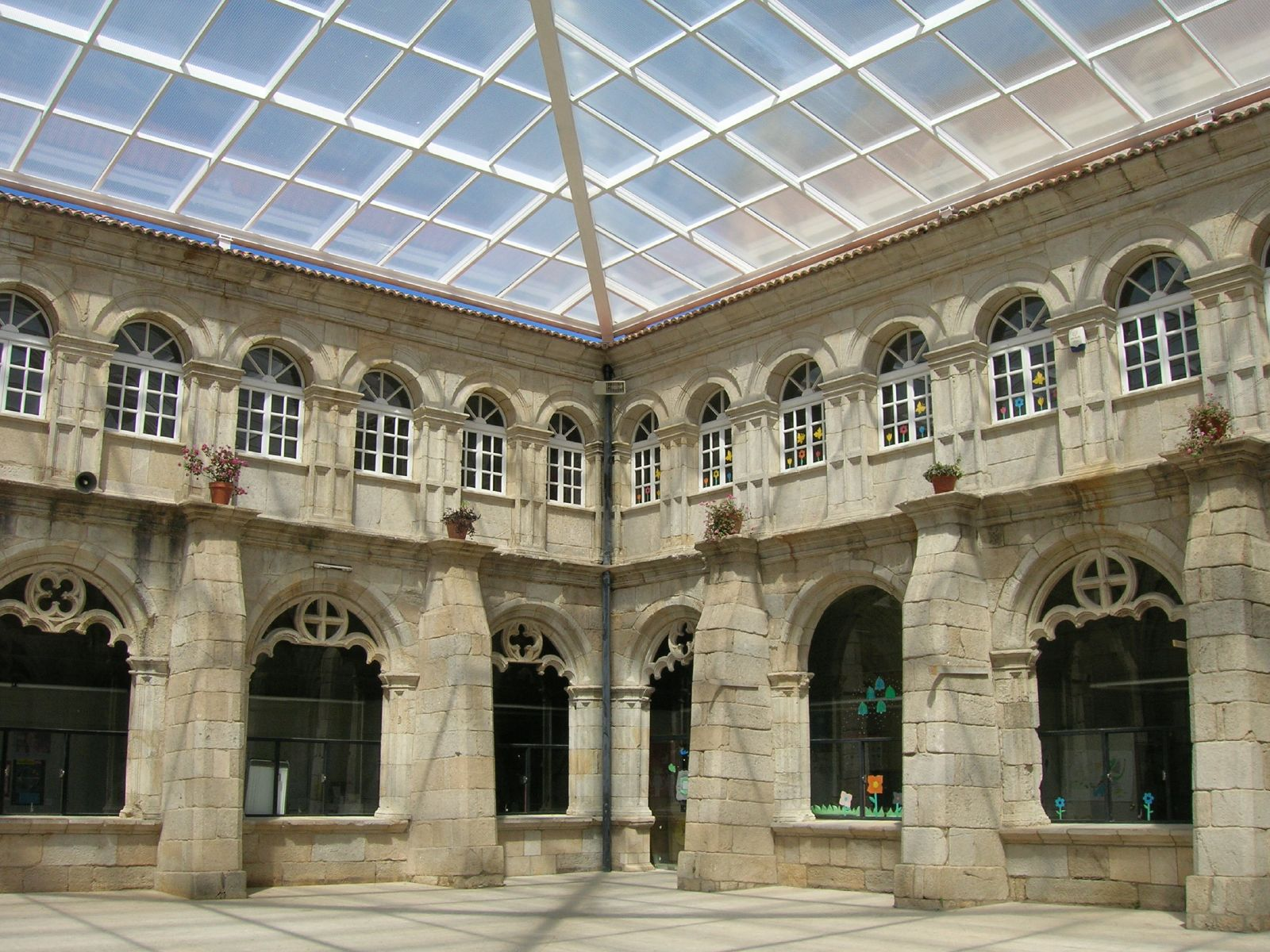
Claustro regular

Ao abade Pedro sucedeu-o D. Gonzalo, que aparece documentado desde 1393, permanecendo no cargo cerca de trinta nos, aparecendo em 1425 D. João. Em 1452 o novo abade foi frei Vicencio Vasco de Monforte, sucedendo-lhe o breve abade Afonso (1470-1472) e a este, o frei Gonzalo de Quiroga (1473-1490).
Em 1415 o Papa Bento XIII expediu uma bula reduzindo a priorado o mosteiro de Xunqueira de Espadanedo, filial do de Montederramo.
Em 1494 aparece como Prior-Presidente a Gómez de Folgoso, na vez de abade, sinal do início de introdução da reforma cisterciense à Congregação de Castela, que agia através dos Capítulos Gerais.
No final do século XV o mosteiro fez a sua última grande aquisição, o mosteiro de Santa Maria de Castro de Rei.
A partir de 1502 figura à frente do mosteiro o frei Alvaro de Abelenda, a que sucederam o abade Blas de Taguile (1510) e frei Joán de Onrubia (1513-1516), o último dos abades vitalícios.
Em 1517 o Papa Leão X restabeleceu a categoria de abadia a Xunqueira de Espadanedo. Em 1518 ocorreu a união à Congregação, passando a comunidade a ser governada por abades trienais.
A prosperidade que trouxe a incorporação à reforma provocou uma renovação dos edifícios, chegando em Montederramo a ser completa, incluindo a igreja.
Em 1582 estabeleceu-se no mosteiro um Colégio de Artes e Filosofia, tornando-se a Casa Central de Estudos da Ordem Cisterciense.
Em 1820 foram aprisionados e justiçados 16 monges do mosteiro por serem considerados opositores ao regime constitucional. Após a desamortização, o mosteiro foi subdividido e adquirido por diversos particulares.

## Descrição

### A igreja

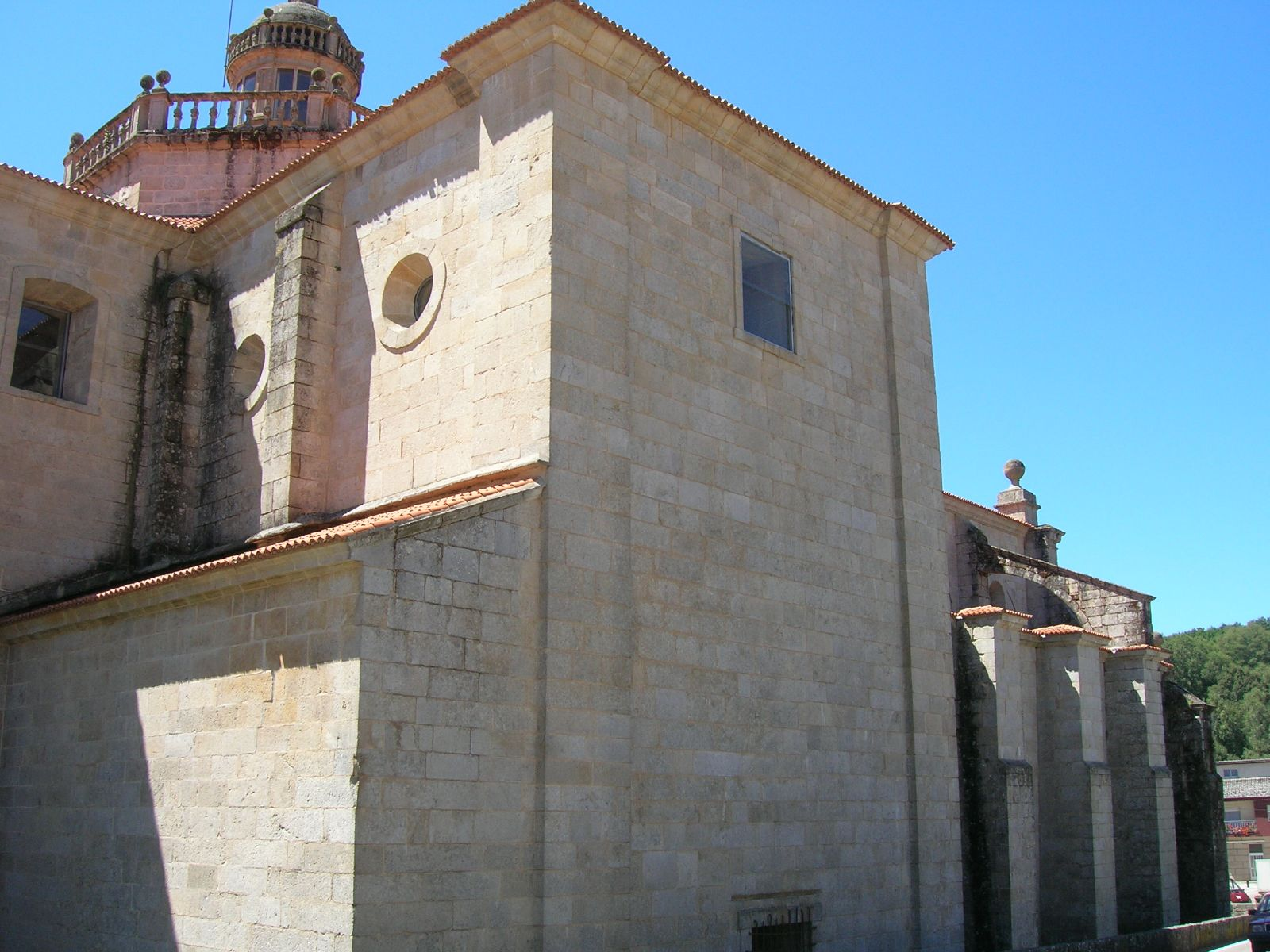
Fachada norte da Igreja

O traçado da igreja é o dado em 1598pelo jesuíta Jesús Juan de Tortosa, que trabalhara nas obras do Escorial e que estava a trabalhar naquela da igreja da Companhia de Villagarcia de Campos. Este traçado de estilo herreriano não foi respeitado no cruzeiro e na cabeceira.
Da construção da igreja encarregou-se o mestre-de-obras Pedro de la Sierra que assinou o contrato para as obras de reconstrução a 23 de março de 1598. No ano seguinte acolheu na obra ao seu irmão Juan. Ambos seguindo os planos de Tolosa são os autores da fachada, a arcaria do coro e as três naves.
A fachada da igreja de estilo renascentista foi terminada em 1607], segundo consta numa inscrição situada na própria fachada. Caracteriza-se pela sua singeleza e a precede um adro. Divide-se em três corpos, sendo os laterais lisos e baixos com uma janela na parte inferior e outra menor no superior. O lado norte tem encostado um contraforte.
No corpo central há uma larga porta com dois pares de pilares de pilastras estriadas e capitéis jônicos, que suportam um tímpano em arco decorado com a figura de um jarrão com uma planta. Sobre o tímpano uma nicho com a imagem de Santa Maria, obra de Juan de la Sierra colocada em 1610. Em cima deste nicho terminado com um tímpano abre-se um vitral pequeno para iluminar o coro. O corpo central termina com um frontão triangular com o escudo da Congregação terminado por três grandes bolas. Na central pode-se ler "1607", considerada a data de terminação das naves e da fachada. O campanário encontra-se sobre o muro sul do cruzeiro situando-se mais atrás do que a fachada. É construído com um só muro enfeitado com pilastras estriadas. Rematou-o Pedro de la Sierra a princípios de 1632.
No lado norte possui quatro contrafortes e dois mais na cabeceira lisa.
No interior situa-se o coro alto na entrada das naves. Uma grade feita em madeira separa a cabeceira do resto, fechando as três naves o espaço reservado aos atos de culto da comunidade. A atual é de 1769 e apresenta o escudo da Congregação nela.
As naves separam-se por pilares de grande tamanho que nas suas faces que olham para o interior são decoradas com pilastras acanaladas e capitéis jônicos. Em cima uma cornija serve de arranque à abóbada de meio canhão marcada por arcos faixões e muita decoração da nave central. As naves laterais cobrem-se com abóbada em cruzaria com ogivas sobre pilastras lisas.
A construção do cruzeiro e a cabeceira foi encomendada a Simão de Monastério e Pedro de la Sierra executou as obras entre 1620 e 1631.
O cruzeiro cobre-se com uma simples cúpula com lanterna apoiada sobre penachos lisos. Cinco capelas laterais, com uma cobertura de abóbadas de meio canhão e arcos de volta perfeita, saem do cruzeiro.
A capela-mor compõe-se de dois trechos de grande profundeza. É decorada com pilastras estriadas. A abóbada de meio canhão é decorada com artesãos e janelas com lunetas.
Duas portas nos extremos do muro do fundo da capela-mor permitem a sua circunvalação através de uma estância retangular feita com muito esmero em 1614. Trata-se do trás-altar e apresenta um nicho para altar às costas do retábulo e coberta com abóbada encaixotada de meio canhão.
Outro elemento destacado do interior do templo é a sacristia, à qual se acede atravessando uma porta na parede sul da capela-mor. A estância tem abóbada em cruzaria e dois arcos sustentados por pilastras acanaladas e capitéis coríntios.
Uma escada comunica a nave sul do cruzeiro com o deambulatório do alto do claustro processional.

#### Os retábulos
No retábulo maior da igreja trabalhou o escultor Mateus de Prado, a quem se deve o fundamental. Trata-se de um dos primeiros retábulos barrocos da Galiza. Ferro Couselo indica que em 1650 veio Bernardo de Cabrera a Montederramo "para ver e traçar os retábulos e demais obras...". Cabrera, que contratara como escultor a Mateus Prado, enviou também seu filho, o ensamblador Juan de Cabrera para que montasse o retábulo maior. Este foi colocado em 1664 e arrematado com a policromia em 1666. Seguindo a Vila Jato, demarcaria um estilo maneirista e do primeiro barroco (colunas salomônicas...).
Compõe-se de nove painéis que representam cenas da vida de Cristo nas ruas centrais, no segundo corpo a aparição da Virgem. Representam-se a Adoração dos pastores, a Adoração dos Reis Magos, Natividade ou a Piedade ou Assunção de Maria.
Por causa do seu mau estado, teve de ser retirado e desmontado em 1953, tendo sido restaurado e remontado recentemente.
Os retábulos laterais acolhem as imagens de São Bento, da Imaculada Conceição, São José e São Bernardo. A Imaculada, obra de Mateus de Prado (possivelmente para o trás-altar) destaca-se sobre todas elas. Os retábulos enfeitam-se com medalhões e as quatro mesas de altar são obra também de Mateus de Prado por volta de 1654.

#### O Coro
Trata-se de um coro que conserva no seu lugar só 21 tábuas, mais uma obra de feitura exemplar. O resto das tábuas encontra-se no Museu Arqueológico Provincial de Ourense e em coleções privadas. Nas tábuas dos sitiais representam-se cenas bíblicas e da história cisterciense. Foi finalizado no final de 1608 e seguindo a Ferro Couselo é obra de Alonso Martínez, português de nascimento e auriense por ter desenvolvido grande parte da sua vida profissional nesta província.

### O mosteiro
A fachada norte, ou principal, do mosteiro faz ângulo reto com a igreja (de maior altura). As contínuas modificações das quais foi objeto fizeram que perdesse a sua simetria, nomeadamente com a reforma que no século XVIII buscou dar uma maior largura à fachada principal e na qual optaram por construir uma muito mais estreita do que a planta geral.
A porta principal compõe-se de duas colunas que suportam um friso terminado por um tímpano curvo. Uma segunda porta com arco de volta perfeita e terminada com um nicho serve de acesso ao claustro baixo, entrada coberta por uma abóbada de meio canhão e decorada com artesãos. Na fachada oeste uma porta lisa de meio ponto e aduelas sobre perpianho, possivelmente obra do século XVI.

#### Os claustros

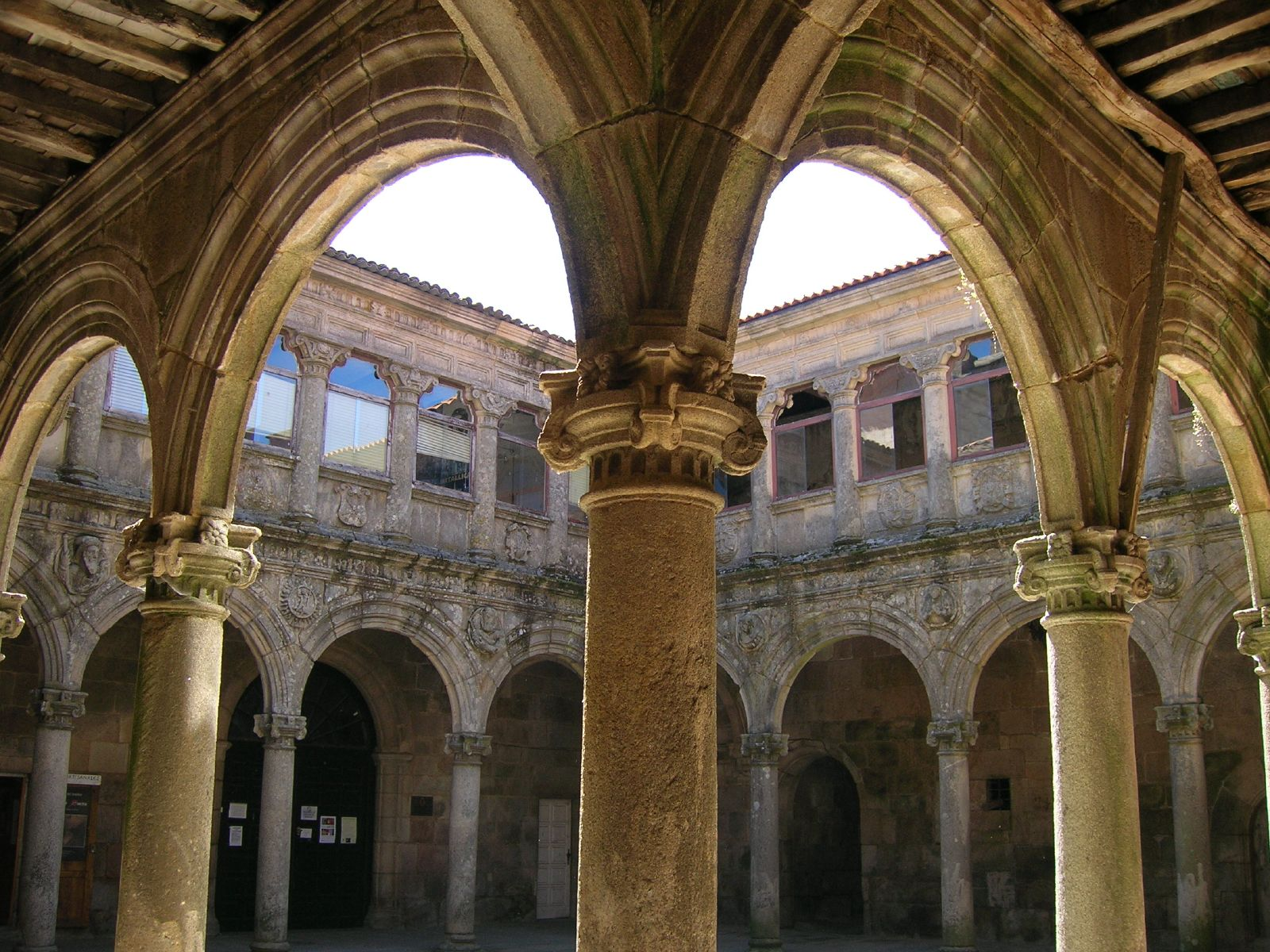
Claustro da portaria

Consta de dois claustros. O claustro regular ou processional terminou-se no século XVI. Combina elementos do gótico tardio do primeiro corpo com um segundo corpo com elementos renascentistas. Atualmente no primeiro corpo situa-se um colégio público de educação primária. O piso térreo cobre-se com abóbada em cruzaria com chaves decoradas. Cada um dos lados é composto por uma arcaria formada por vinte arcos de volta perfeita com tímpanos calados montados sobre um sistema de seis lóbulos. Na sua parte central apoiavam-se sobre mainéis hoje desaparecidos. Os arcos separam-se com contrafortes de perpianho rematados por uma moldura em cornija, e sobre ela pináculos. Esta arcaria possivelmente seja obra de princípios do século XVI.
O corpo superior foi realizado a posteriori. Consiste numa arcaria simples de arcos de volta perfeita sobre jambas apoiadas nos contrafortes do corpo inferior. Remata-se com uma cornija. Este corpo superior considera-se obra de Juan de la Sierra, pai ou Juan o velho (pai de Pedro e Juan de la Sierra), e baseando-nos nas inscrições que se conservam nos diferentes lados do claustro realizou-o nos anos 1578, 1581, 1583 e 1585.
No muro leste deste claustro abre-se uma porta de entrada para uma estância a que se considera Sala capitular. Ilumina-se com duas janelas e cobre-se com abóbada encaixotada de meio canhão rebaixado.

No corpo superior das jambas saem oito arcos de descarga que no lado oposto apóiam-se em repisas. Uma cornija suporta o telhado de madeira. 

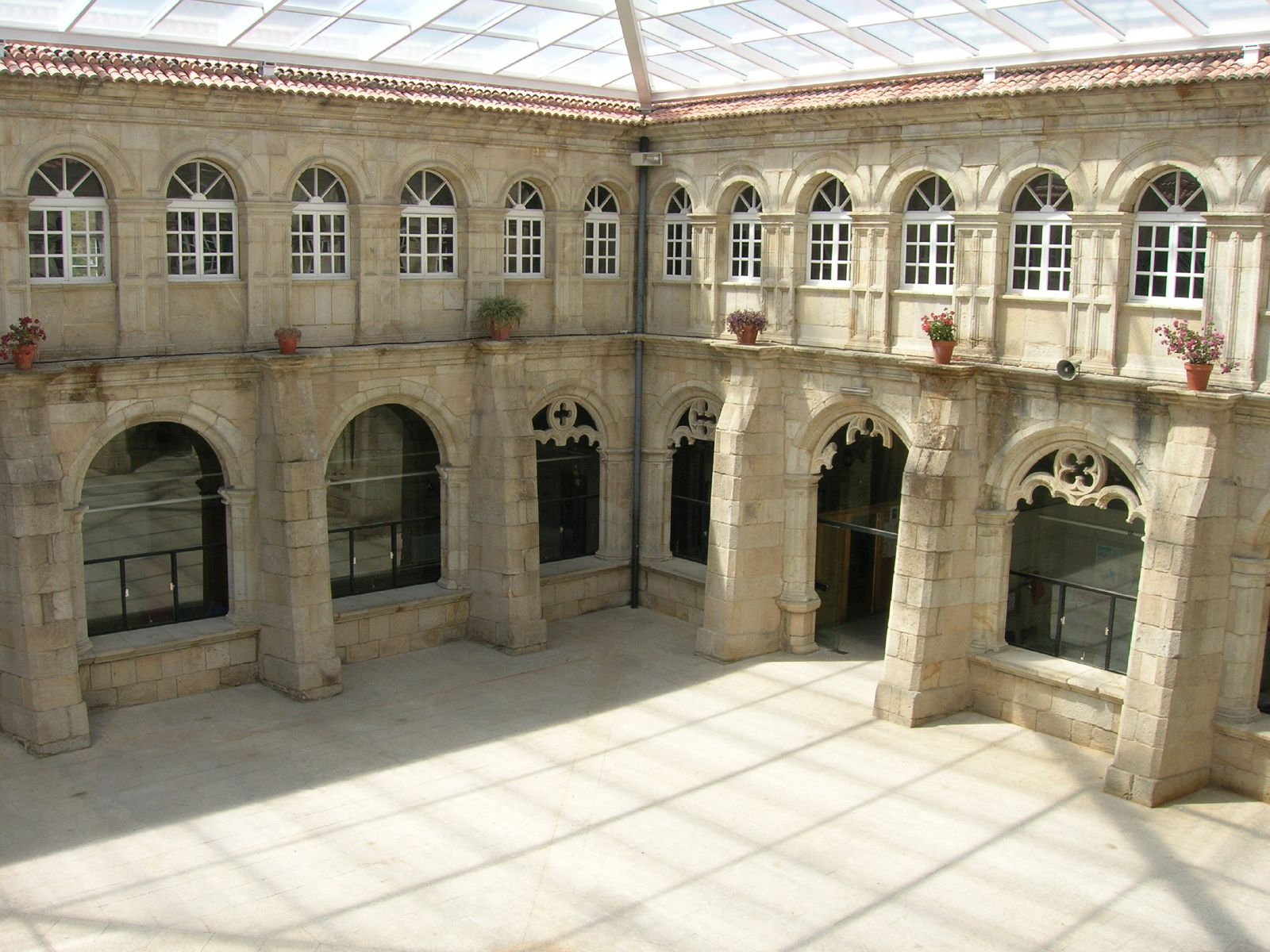
Claustro regular

No seu lado sul destaca-se uma porta cuidadosamente decorada que serviria de acesso para os diferentes quartos do mosteiro, hoje arruinados. Neste muro apreciam-se abundantes peças românicas da antiga fábrica reutilizadas na construção. No corredor leste situa-se a porta que comunica com a igreja.
Um passadiço comunica os dois claustros, conectando o lado oeste do claustro processional com o claustro da hospedaria. Trata-se de uma obra de certo mérito construtivo, coberta com abóbadas de cruzaria de ogivas. No seu lado sul arranca uma escada que comunica com os deambulatórios altos de ambos os claustros.
O claustro baixo ou da hospedaria, contemporâneo à igreja, é de marcado estilo renascentista tardio, e é atribuído a Juan de la Sierra, pai, que terminou a obra em 1575 (data encontrada numa gravura do claustro encontrada em 1972) ou 1578, ano tradicionalmente considerado como o de remate. O corpo baixo compõe-se por uma arcaria de quatro vãos de meio ponto enfeitados com molduras lineais sobre colunas cilíndricas lisas. É rematado com uma imposta com leve cornija. O telhado é de madeira. O piso alto é uma galeria de fustes tronco-cônicos sobre enxutas e as chaves dos arcos baixos. Os fustes terminam em sapatas decoradas e sobre elas um arquitrave encaixotado base de uma longa cornija. O conjunto destaca-se pela sua cuidada decoração: medalhões, bustos em alto-relevo, escudetes e cartelas de grande variedade e imaginação, decoração floral e geométrica. Nos medalhões identificam-se à Virgem Maria, Santiago, São Pedro, São Paulo, São João, Carlos I ou Filipe II.
No lado sul deste claustro uma porta lisa serve de acesso à fachada oeste do mosteiro que apresenta uma varanda e ocos com molduras do século XVI. Da fachada oriental do edifício ficam como testemunhas algumas ruínas e muros interiores do restante das dependências estragadas pelo tempo.

## Curiosidades
De acordo com a tradição a Serra de São Mamede, que se ergue a sul do mosteiro, recebeu o seu nome de um monge deste mosteiro que fez vida eremítica no cume do monte até a sua morte em 1160, segundo se recolhe num documento medieval.